# Russell Kun
Ne doit pas être confondu avec Russ Kun ou Ruben Kun.
 (septembre 2022).
Russell Effaney Kun, né le 24 mai 1966, est un homme politique nauruan.

## Biographie
Le 3 mai 2003, Russel Kun est élu au Parlement de Nauru dans la circonscription d'Ubenide. Il est par la suite brièvement ministre de la Justice dans le gouvernement de Ludwig Scotty de juin à août 2003 puis dans le gouvernement de René Harris de février à juin 2004.
Après une controverse en septembre 2004 lorsqu'il déclare que le ministre de la Santé Kieren Keke est inéligible, il perd son poste de député en octobre à la suite de l'instauration de l'état d'urgence ce qui le laisse sans emploi. En novembre, il porte plainte contre le gouvernement nauruan pour le non-paiement de salaires au cours de ses mandats de député et de président du Parlement. En 2006 parait un rapport sur la vente illégale de passeports entre 1997 et 2000 et dans lequel Russell Kun est accusé de s'être enrichi.
Il réside depuis la fin de ses mandats aux îles Marshall où il a travaillé pour le bureau de la défense publique à Majuro avec l'ancien officier légal de Nauru Lionel Aingimea. Néanmoins, il est l'un des avocats des réfugiés devant la Cour suprême de Nauru dans l'affaire de la Solution du Pacifique.
Neveu de Ruben Kun, il est marié à Tote Una Kun avec lequel il a eu deux enfants, Russell Kun, Jr. et Eimon Kun.